# Andoany
Andoany ist eine Stadt in Madagaskar. Der alte und auch heute verbreitete Name der Stadt war Hell-Ville oder Hellville, benannt nach dem französischen Admiral Anne Chrétien Louis de Hell.
Sie ist die Hauptstadt der Insel Nosy Be. Sie liegt nahe dem Kalmengürtel und ist entsprechend windarm. In ihrem Zentrum steht ein großer Dieselgenerator, der die Insel gelegentlich mit Strom versorgt.
Nach manchen Quellen beträgt die Einwohnerzahl 30.000, bei einer Gesamtbevölkerung der Insel von 60.000.

## Sehenswürdigkeiten
- Der Nationalpark Lokobe